# Маяцький острог
Маяцький острог (Маяцьке містечко, Маяцьке) — військове укріплення (острог), що було збудовано влітку 1663 р. на правому березі Сіверського Дінця. Острог було збудовано на місці Маяцького городища.
Маяцький острог було збудовано для захисту від нападів татар, та захисту розташованих поблизу соляних промислів.
На місці Маяцького острогу розташоване сучасне село Маяки Краматорського району Донецької області.

## Історія
У 1646 році царській уряд доручив козацькому отаманові Б. Протасєву підібрати місце для зведення поблизу Торських соляних промислів для їх охорони укріплене містечко. Оглянувши місцевість, Протаєв дійшов висновку, що найбільш придатний для цього місця район Маяцького озера, поблизу якого був необхідний для будівництва ліс, а в Сіверському Дінці добра питна вода. Проте задум цей було здійснено лише через 17
років у зв'язку з заселенням Слобідської України.
Влітку 1663 р. на Маяцькому городищі було зведено острог із закопаних в землю дубових колод. На його стінах влаштували облами (прикриті місця для захисників), накотили кати (колоди, каміння для скидання їх на наступаючих). Довжина стін острогу без веж складала 185 саж. Із 6 веж дві були проїзні, а 4 — глухих. Все місто обнесли земляним валом. Його довжина від Сіверського Дінця складала 485 саж., ширина і глибина по 1,25 саж. На валу збудували дві вартові вежі. В байраці на 100 сажнях закопали надовби «в одну кобилину» і на 200 саж. — в дві «кобилини» (ряди). Далі надовби тягнулися до Басаратового байраку, від нього до великого лісу на 750 саж., а в лісі — влаштували на 602 саж. засіки завширшки 60 саж.
У 1663 році в містечку Маяки (нині село Маяки Краматорського району) розмістилася козацька сотня Харківського слобідського полку, що сформувався на початку 50-х років 17 століття.
Під прикриттям Маяцького острогу в березні 1664 р. біля Торських соляних озер за вказівкою царя завели казенні варниці й почали виварювати сіль на казну.
Під час повстання Степана Разіна в Торі і Маяцькому Острозі, восени 1670 року виникло повстання, ватажком якого був Олекса Хромий.